# Distretto di Wang Chan
Il distretto di Wang Chan (in thailandese: วังจันทร์) è un distretto (amphoe) della Thailandia, situato nella provincia di Rayong.